# Goslarer Museum

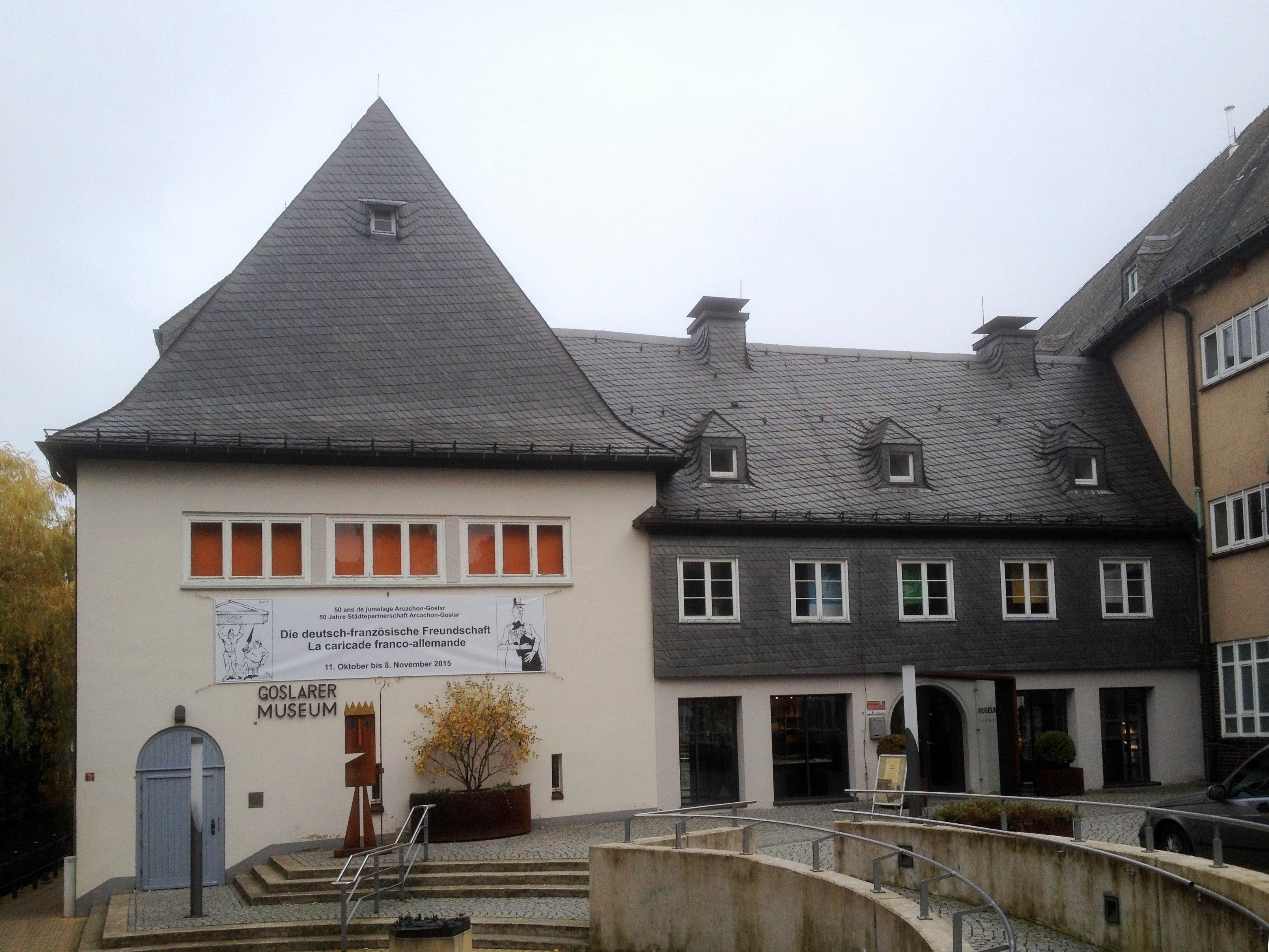
Gebouw Goslarer Museum

Het Goslarer Museum is een  historisch, geologisch en archeologisch museum in de Duitse stad Goslar. Het is gevestigd op het adres Königstraße 1, in een curiegebouw van een kanunnikensticht  uit 1514.

## Collectie
De collectie omvat belangrijke middeleeuwse kunstwerken, met name uit de in 1820 gesloopte Goslarer Dom (officieel: de Stichtskerk van St. Simon en Judas), waarvan alleen het portaal als Domvorhalle is blijven staan. Daarnaast bevat het museum voorwerpen uit het verleden van Goslar, zoals normaliter in een streekmuseum te vinden zijn. In de geologische afdeling wordt met stenen, mineralen en fossielen de geologie van de streek in beeld gebracht. Daarnaast worden in het museum wisselende tentoonstellingen over uiteenlopende onderwerpen gehouden.

## Geschiedenis
In 1852 werd de Naturwissenschaftliche Verein Goslar e.V. opgericht en in 1905 de Museumsverein Goslar e.V.  Na een tijdelijke expositie van de collectie op een andere locatie stelde de fabrikant H. Borchers in 1922 het zogenaamde Kuriengebäude in de binnenstad van Goslar, aan het riviertje de Abzucht, als museumgebouw ter beschikking. Nog in 1922 sloot de gemeente Goslar met de twee verenigingen een beheerscontract m.b.t. gebouw en collectie.

## Topstukken
- Het Krodo-altaar is een bronzen altaar, het enig bekende metalen romaanse kerkaltaar. Het is vermoedelijk laat-11e-eeuws. De benaming Krodo gaat op een 16e-eeuwse fantasie terug, volgens welke de oude Saksen in het geheim een afgod Krodo zouden hebben aanbeden. Het altaar is gemaakt van 'Goslarer brons', het gebruikte koper komt uit de Rammelsbergmijnen, en kon van binnen verlicht worden. Het staat op vier pootjes, die elk met een bizarre knielende figuur zijn versierd. Dit zijn mogelijk zogenaamde atlanten, die verloren gegane wereldbollen droegen.

- Het Goslarer Evangeliarium is een uit plm. 1240 daterend, met fraaie miniaturen verlucht, kunsthistorisch belangrijk handschrift, dat de vier canonieke evangeliën bevat. Waarschijnlijk is het gemaakt in het Neuwerkklooster in de stad.

## Galerij

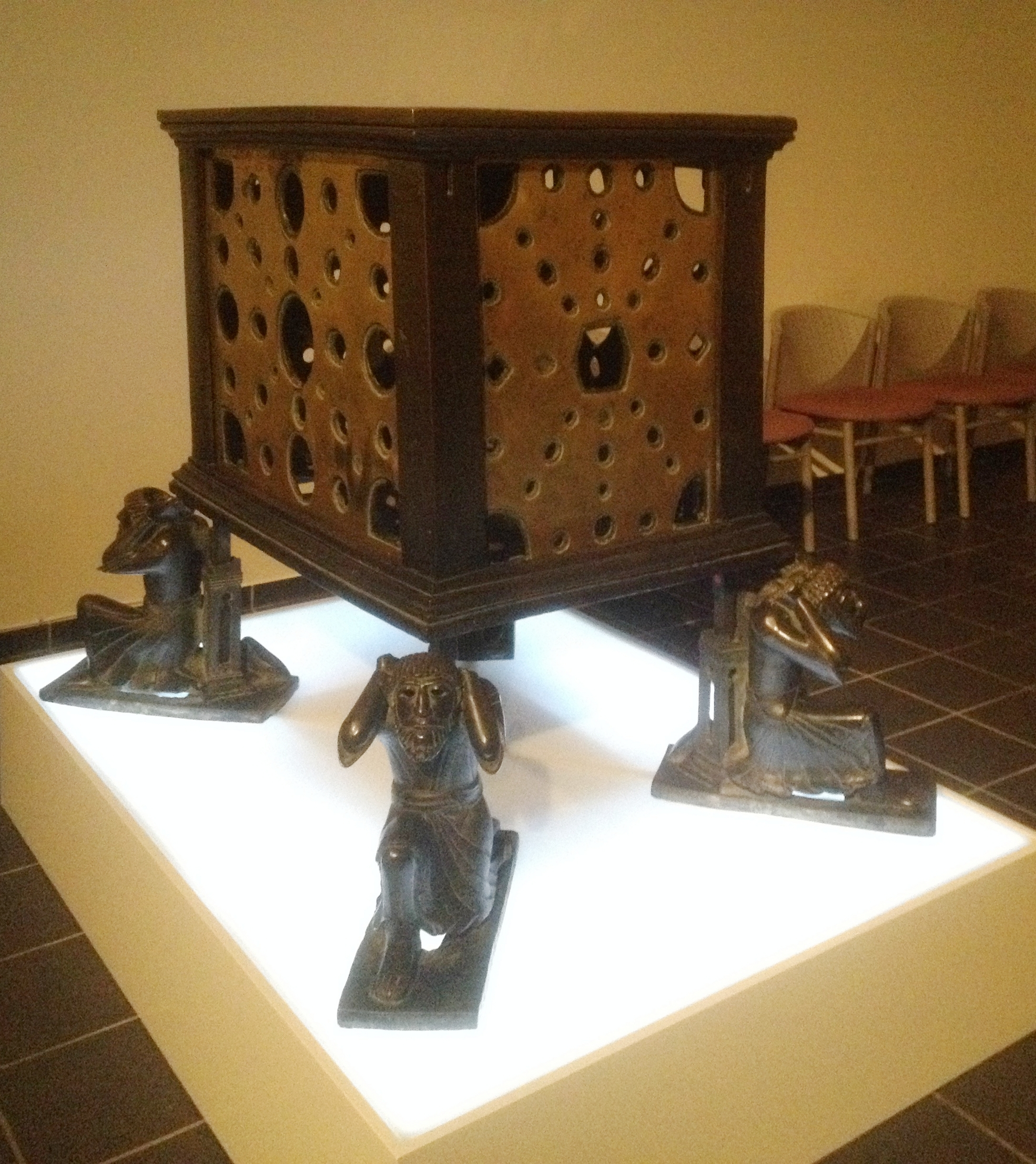
Het Krodo-altaar
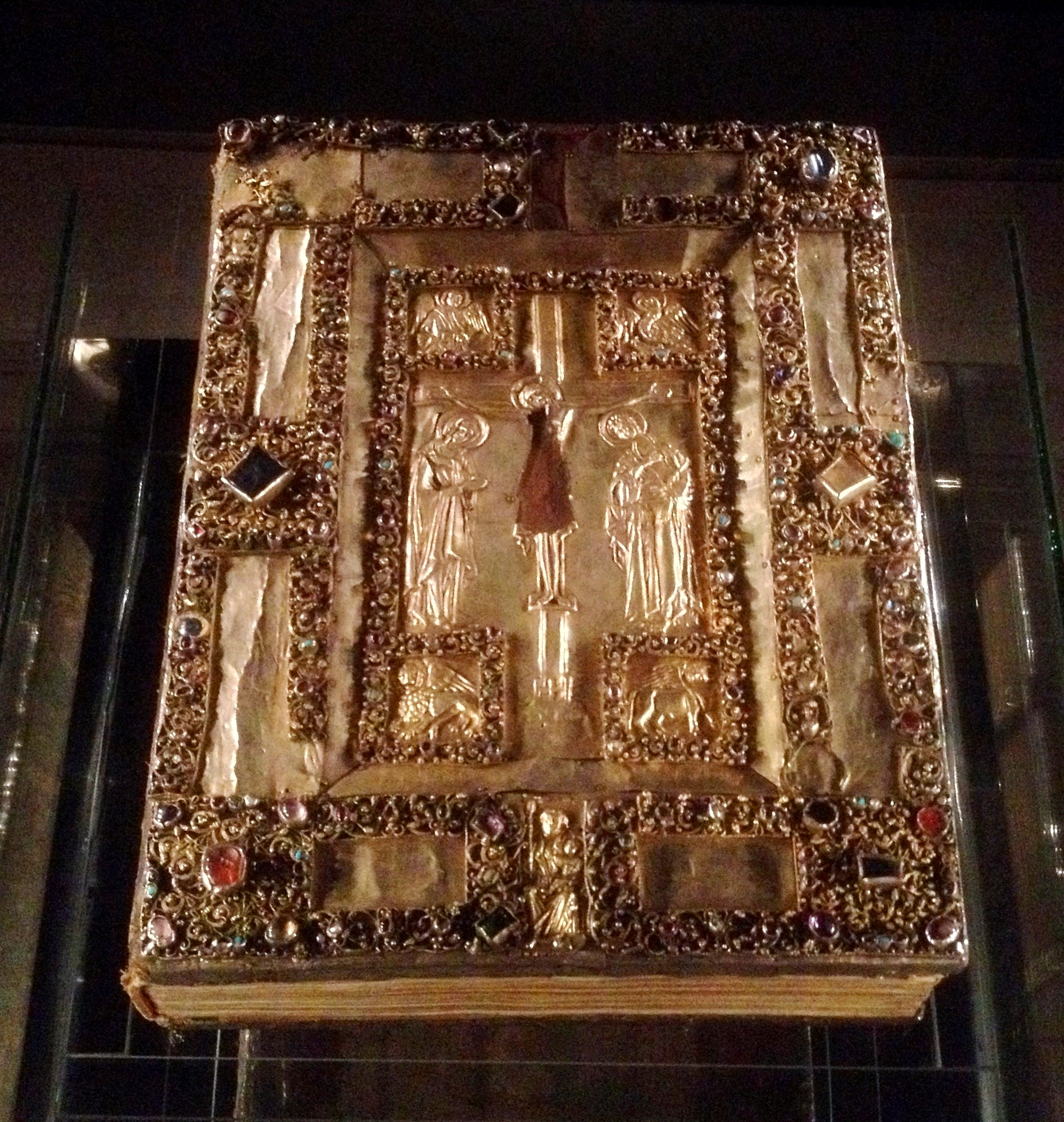
Het Goslarer Evangeliarium
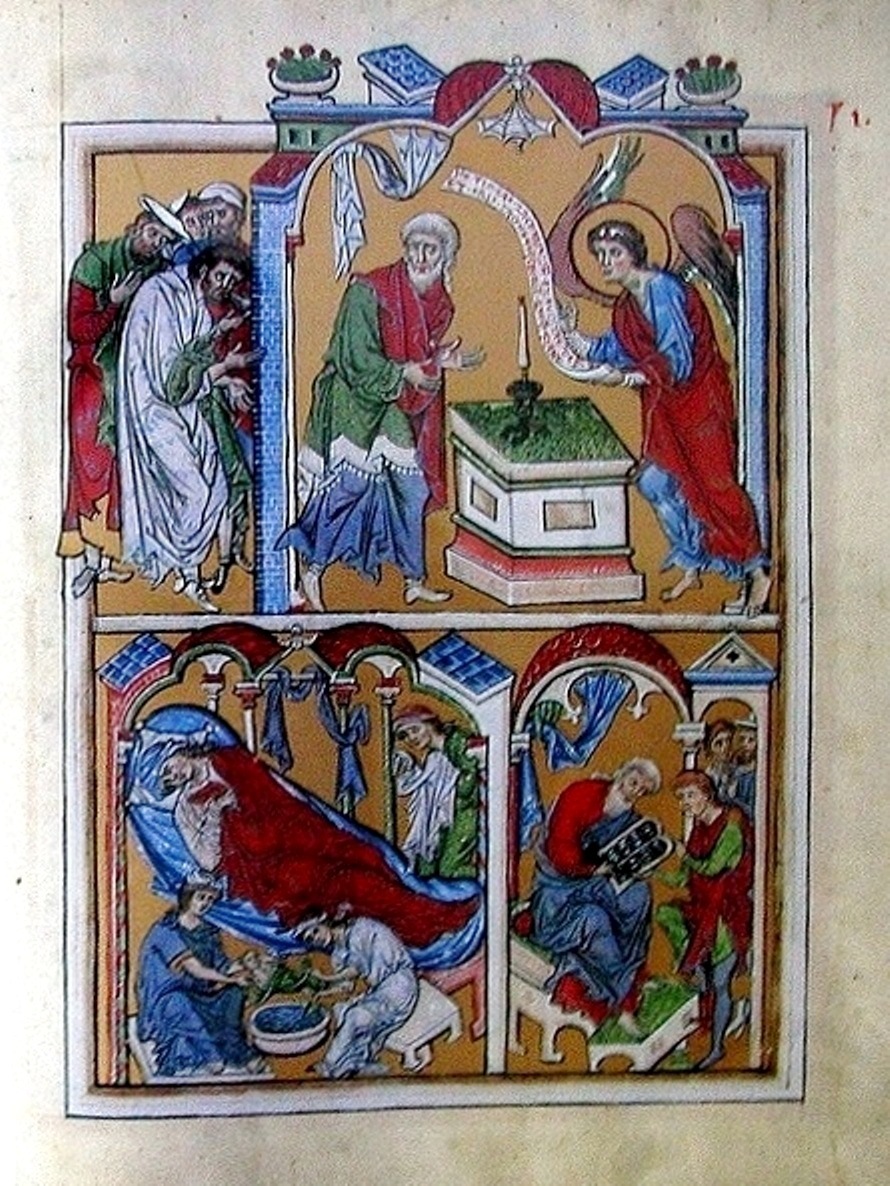
Bladzijde in dit boek met miniaturen (Evangelie naar Lucas)
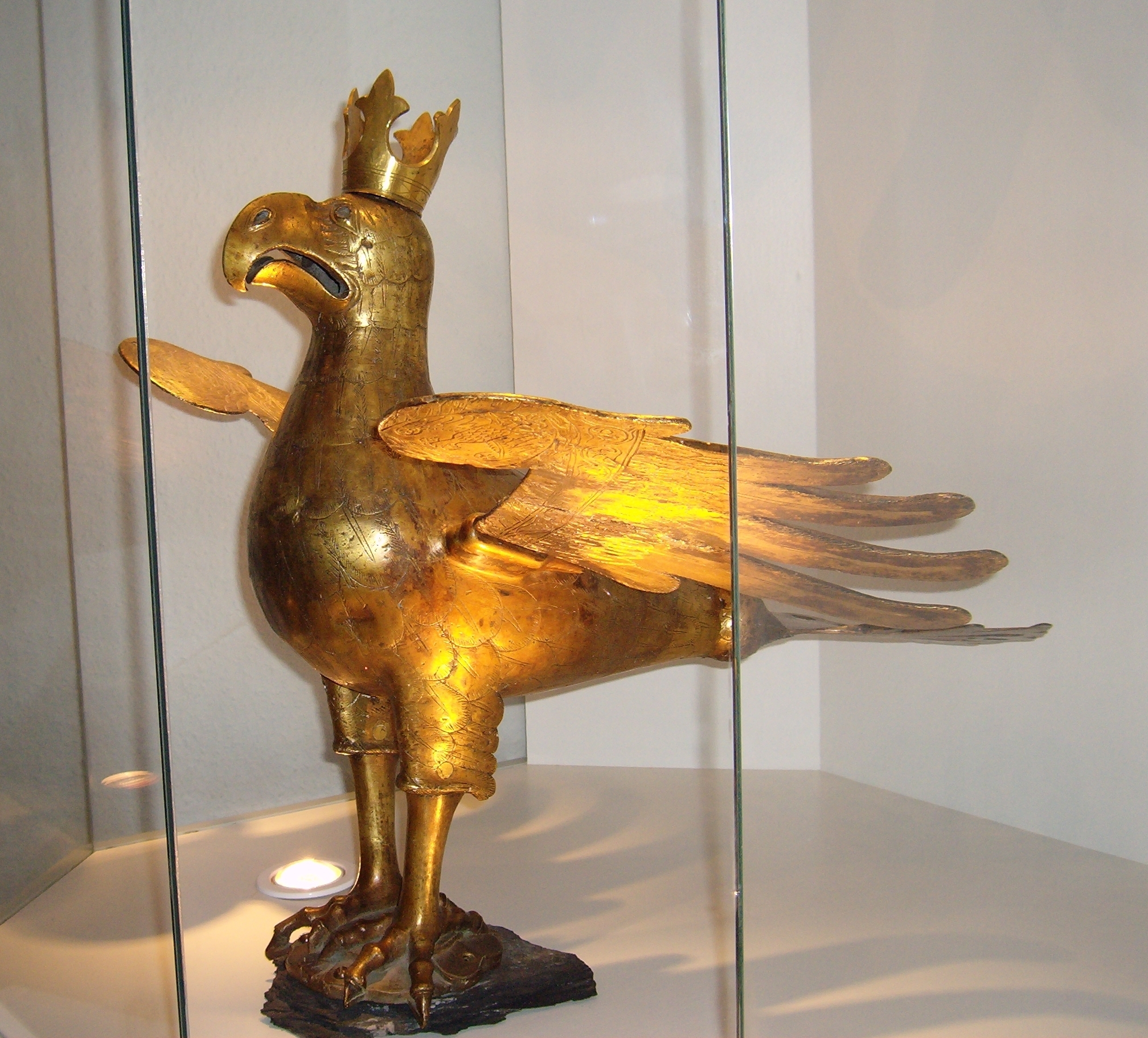
De originele adelaar van de  fontein Marktbrunnen
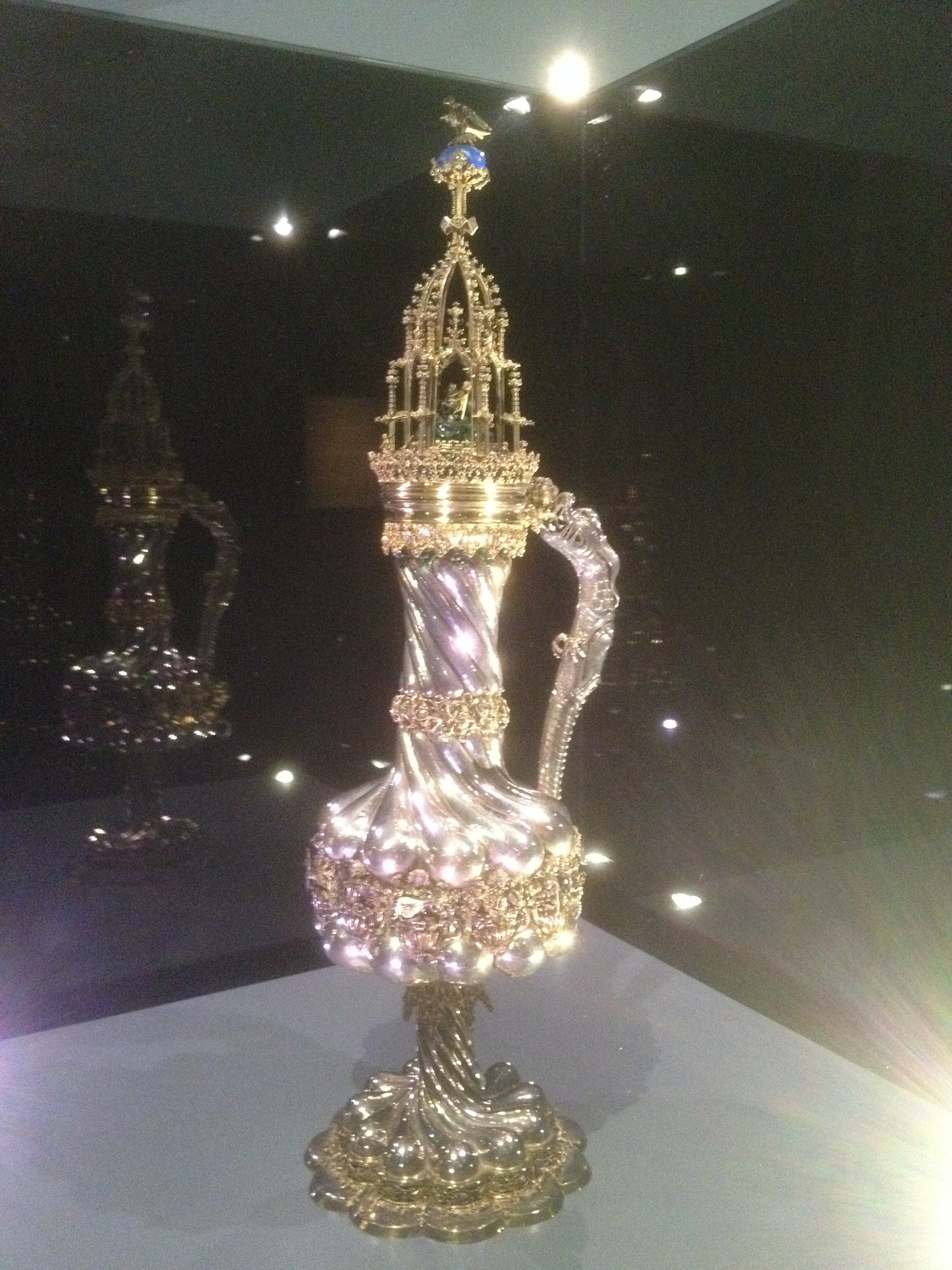
Bergkanne